# II Asamblea Legislativa Plurinacional
La Segunda Asamblea Legislativa Plurinacional corresponde a la representación del Poder legislativo del Estado Plurinacional de Bolivia, que comprende tanto a la Cámara de Senadores como a la Cámara de Diputados, tras las elecciones generales de 2014. Sus funciones iniciaron el 19 de enero de 2015 y culminaron el 3 de noviembre de 2020. Originalmente, sus funciones debían concluir el 19 de enero de 2020, no obstante, el periodo de los senadores y diputados fue extendido hasta el 3 de noviembre de 2020, mediante Ley 1270 debido a las polémicas elecciones generales de 2019 que fueron acusadas de fraudulentas y por la pandemia de COVID-19 en Bolivia que obligó a posponer las elecciones.
La Asamblea es de carácter bicameral, y está conformada de 36 senadores y 130 diputados. Fue la última asamblea que sesionó en el antiguo Palacio Legislativo, en La Paz.

## Cámara de Senadores
La Cámara de Senadores se compone de 36 miembros, desde la promulgación de la Constitución Política del Estado Plurinacional de Bolivia en el año 2009. Se asigna 4 asientos, uno para cada miembro (tanto titulares como suplentes) a cada departamento. La mayoría simple para la aprobación, sanción o promulgación de una ley o disposición se obtiene con el apoyo de 19 senadores o más.
El Movimiento al Socialismo (el partido ganador de la elección) obtuvo 24 senadores, con mayoría absoluta (4 asientos) en La Paz y Oruro; tres asientos en Cochabamba, Chuquisaca y Potosí; y dos asientos en Tarija, Santa Cruz, Beni y Pando, teniendo por lo tanto, una mayoría simple. 
La segunda fuerza parlamentaria, Unidad Demócrata, obtuvo 9 senadores, una mejoría para Unidad Nacional, con respecto a la anterior elección, donde no obtuvo ningún senador, además de tener dos asientos tanto en Santa Cruz, Beni y Pando, así como 1 asiento en Cochabamba, Potosí y Tarija.
Finalmente, el Partido Demócrata Cristiano, solo obtuvo 2 senadores, siendo la menor fuerza parlamentaria, ganando solo 1 senador, en Chuquisaca y Tarija.

### Composición

#### Composición original
| Afiliación | Afiliación                  | Miembros | Miembros |
| ---------- | --------------------------- | -------- | -------- |
|            | Movimiento al Socialismo    | 25       | 1        |
|            | Unidad Demócrata (UN/MDS)   | 9        | 9        |
|            | Partido Demócrata Cristiano | 2        | 2        |
| Total      | Total                       | 36       | 36       |

#### Composición final (al 20 de octubre de 2019)
| Afiliación | Afiliación                                       | Miembros (al 2019) | Miembros (al 2019) |
| ---------- | ------------------------------------------------ | ------------------ | ------------------ |
|            | Movimiento al Socialismo                         | 24                 | 1                  |
|            | Bolivia Dice No (MDS)                            | 6                  | 3                  |
|            | Alianza Social                                   | 1                  | 1                  |
|            | Comunidad Ciudadana (FRI)                        | 1                  | Nuevo              |
|            | Movimiento de Organización Popular (MOP; Potosí) | 1                  | 1                  |
|            | Unidos para Renovar (UNIR; Tarija)               | 1                  | 1                  |
|            | Independiente                                    | 2                  | 2                  |
| Total      | Total                                            | 36                 | 36                 |

#### Composición final (al 3 de noviembre de 2020)
| Afiliación | Afiliación                | Miembros (al 2020) | Miembros (al 2020) |
| ---------- | ------------------------- | ------------------ | ------------------ |
|            | Movimiento al Socialismo  | 26                 | 2                  |
|            | Juntos (MDS)              | 4                  | 2                  |
|            | Comunidad Ciudadana (FRI) | 1                  | 0                  |
|            | Creemos (MOP)             | 1                  | 0                  |
|            | Libre 21 (MNR)            | 1                  | 1                  |
|            | Independiente             | 3                  | 1                  |
| Total      | Total                     | 36                 | 36                 |

### Miembros del Senado
| No | Dpto.      | Retrato                     | Senador                                      | Partido o curul                | Partido o curul              | Bancada                        | Bancada                 | Mandato                            | Mandato                            | Ref.               |
| No | Dpto.      | Retrato                     | Senador                                      | Partido o curul                | Partido o curul              | Bancada                        | Bancada                 | Inicio                             | Fin                                | Ref.               |
| -- | ---------- | --------------------------- | -------------------------------------------- | ------------------------------ | ---------------------------- | ------------------------------ | ----------------------- | ---------------------------------- | ---------------------------------- | ------------------ |
| 1° | Chuquisaca |                             | Leonidas Milton Barón Hidalgo                |                                | Movimiento al Socialismo     |                                | MAS-IPSP                | 19 de enero de 2015                | 3 de noviembre de 2020             |                    |
| 2° | Chuquisaca |                             | Nélida Sifuentes Cueto                       | 19 de enero de 2015 (reelecta) | Movimiento al Socialismo     | 23 de enero de 2019 (renunció) | MAS-IPSP                | [ 2 ]                              |                                    |                    |
| 2° | Chuquisaca | Curul acefalo               | Curul acefalo                                | 24 de enero de 2019            | Movimiento al Socialismo     | 5 de febrero de 2019           | MAS-IPSP                | [ 2 ]                              |                                    |                    |
| 2° | Chuquisaca |                             | Valeriano Aguirre Fuente (suplente)          | 6 de febrero de 2019           | Movimiento al Socialismo     | 3 de noviembre de 2020         | MAS-IPSP                | [ 3 ]                              |                                    |                    |
| 3° | Chuquisaca |                             | Omar Paul Aguilar Condo                      | 19 de enero de 2015            | Movimiento al Socialismo     | 3 de noviembre de 2020         | MAS-IPSP                |                                    |                                    |                    |
| 4° | Chuquisaca |                             | Patricia Mercedes Gómez Andrade              | 19 de enero de 2015            |                              | 3 de noviembre de 2020         | PDC                     |                                    | Ind. (2016-2020)                   | [ 4 ]              |
| 1° | La Paz     |                             | José Alberto "Gringo" Gonzáles Samaniego     | 19 de enero de 2015            |                              | Movimiento al Socialismo       |                         | MAS-IPSP                           | 14 de agosto de 2018 (renunció)    | [ 5 ]              |
| 1° | La Paz     | Curul acefalo               | Curul acefalo                                | 15 de agosto de 2018           | 17 de septiembre de 2018     | Movimiento al Socialismo       |                         | MAS-IPSP                           |                                    | [ 5 ]              |
| 1° | La Paz     |                             | Máxima Apaza Millares (suplente)             | 18 de septiembre de 2018       | 3 de noviembre de 2020       | Movimiento al Socialismo       | [ 6 ]                   | MAS-IPSP                           |                                    |                    |
| 2° | La Paz     |                             | Mónica Eva Copa Murga                        | 19 de enero de 2015            | 3 de noviembre de 2020       | Movimiento al Socialismo       |                         | MAS-IPSP                           |                                    |                    |
| 3° | La Paz     |                             | Jorge Choque Salome                          | 19 de enero de 2015            | 3 de noviembre de 2020       | Movimiento al Socialismo       |                         | MAS-IPSP                           |                                    |                    |
| 4° | La Paz     |                             | Ancelma Perlacios Peralta                    | 19 de enero de 2015            | 3 de noviembre de 2020       | Movimiento al Socialismo       |                         | MAS-IPSP                           |                                    |                    |
| 1° | Cochabamba |                             | Ciro Felipe Zabala Canedo                    | 19 de enero de 2015            | 3 de noviembre de 2020       | Movimiento al Socialismo       |                         | MAS-IPSP                           |                                    |                    |
| 2° | Cochabamba |                             | Esther Torrico Peña                          | 19 de enero de 2015            | 2 de mayo de 2018 (renunció) | Movimiento al Socialismo       | [ 7 ]                   | MAS-IPSP                           |                                    |                    |
| 2° | Cochabamba |                             | Cupertino Mamani Apata (suplente)            | 2 de mayo de 2018              | 3 de noviembre de 2020       | Movimiento al Socialismo       |                         | MAS-IPSP                           |                                    |                    |
| 3° | Cochabamba |                             | Efraín Chambi Copa                           | 19 de enero de 2015            | 3 de noviembre de 2020       | Movimiento al Socialismo       |                         | MAS-IPSP                           |                                    |                    |
| 4° | Cochabamba |                             | Arturo Carlos Murillo Prijic                 | 19 de enero de 2015            |                              | Unidad Demócrata               |                         | UN (2015-2018)                     | 13 de noviembre de 2019 (renunció) | [ 8 ] [ 9 ] [ 10 ] |
| 4° | Cochabamba | MDS                         | Arturo Carlos Murillo Prijic                 | 19 de enero de 2015            |                              | Unidad Demócrata               |                         |                                    | 13 de noviembre de 2019 (renunció) | [ 8 ] [ 9 ] [ 10 ] |
| 4° | Cochabamba | Curul acefalo               | Curul acefalo                                |                                | UN                           | Unidad Demócrata               | 14 de noviembre de 2019 | 15 de enero de 2020                |                                    | [ 8 ] [ 9 ] [ 10 ] |
| 4° | Cochabamba |                             | Silvia Carmen Rosa Guzman Montaño (suplente) |                                | MDS                          | Unidad Demócrata               | 16 de enero de 2020     | 3 de noviembre de 2020             | [ 11 ] [ 12 ]                      |                    |
| 1° | Oruro      |                             | Ruben Medinaceli Ortiz                       |                                | Movimiento al Socialismo     |                                | MAS-IPSP                | 19 de enero de 2015                | 10 de noviembre de 2019 (renunció) | [ 13 ]             |
| 1° | Oruro      | Curul acefalo               | Curul acefalo                                | 11 de noviembre de 2019        | Movimiento al Socialismo     | 15 de enero de 2020            | MAS-IPSP                |                                    |                                    | [ 13 ]             |
| 1° | Oruro      |                             | Emiliana Paredes Martínez (+) (suplente)     | 16 de enero de 2020            | Movimiento al Socialismo     | 3 de agosto de 2020 (falleció) | MAS-IPSP                | [ 14 ] [ 15 ]                      |                                    |                    |
| 1° | Oruro      | Curul acefalo               | Curul acefalo                                | 4 de agosto de 2020            | Movimiento al Socialismo     | 3 de noviembre de 2020         | MAS-IPSP                | [ 14 ] [ 15 ]                      |                                    |                    |
| 2° | Oruro      |                             | Lineth Guzmán Wilde                          | 19 de enero de 2015            | Movimiento al Socialismo     | 3 de noviembre de 2020         | MAS-IPSP                |                                    |                                    |                    |
| 3° | Oruro      |                             | Pedro Montes Gonzales                        | 19 de enero de 2015            | Movimiento al Socialismo     | 3 de noviembre de 2020         | MAS-IPSP                |                                    |                                    |                    |
| 4° | Oruro      |                             | Plácida Espinoza Mamani                      | 19 de enero de 2015            | Movimiento al Socialismo     | 3 de noviembre de 2020         | MAS-IPSP                |                                    |                                    |                    |
| 1° | Potosí     |                             | René Joaquino Cabrera                        | 19 de enero de 2015            | Movimiento al Socialismo     |                                | MDS (2018-2019)         | 10 de noviembre de 2019 (renunció) | [ 16 ]                             |                    |
| 1° | Potosí     | Alianza Social (desde 2019) | René Joaquino Cabrera                        | 19 de enero de 2015            | Movimiento al Socialismo     |                                |                         | 10 de noviembre de 2019 (renunció) | [ 16 ]                             |                    |
| 1° | Potosí     | Curul acefalo               | Curul acefalo                                |                                | Movimiento al Socialismo     | MAS-IPSP                       | 10 de noviembre de 2019 | 3 de febrero de 2020               | [ 16 ]                             |                    |
| 1° | Potosí     |                             | Sonia Chiri Coronado (suplente)              | 3 de febrero de 2020           | Movimiento al Socialismo     | MAS-IPSP                       | 3 de noviembre de 2020  | [ 17 ]                             |                                    |                    |
| 2° | Potosí     |                             | Adela Cusi Camata                            | 19 de enero de 2015            | Movimiento al Socialismo     | MAS-IPSP                       | 3 de noviembre de 2020  |                                    |                                    |                    |
| 3° | Potosí     |                             | Germán Isla Martinez                         | 19 de enero de 2015            | Movimiento al Socialismo     | MAS-IPSP                       | 3 de noviembre de 2020  |                                    |                                    |                    |
| 4° | Potosí     |                             | Edwin Mario Rodríguez Espejo                 | 19 de enero de 2015            |                              | Unidad Demócrata               | 3 de noviembre de 2020  |                                    | MOP                                |                    |
| 4° | Potosí     | MDS (2018-2019)             | Edwin Mario Rodríguez Espejo                 | 19 de enero de 2015            |                              | Unidad Demócrata               | 3 de noviembre de 2020  |                                    |                                    |                    |
| 1° | Tarija     |                             | César Milciades Peñaloza Avilés              | 19 de enero de 2015            |                              | Movimiento al Socialismo       |                         | MAS-IPSP                           | 10 de noviembre de 2019 (renunció) | [ 18 ]             |
| 1° | Tarija     | Curul acefalo               | Curul acefalo                                | 11 de noviembre de 2019        | 15 de enero de 2020          | Movimiento al Socialismo       |                         | MAS-IPSP                           |                                    | [ 18 ]             |
| 1° | Tarija     |                             | Teresa Miranda Rodriguez (suplente)          | 16 de enero de 2020            | 3 de noviembre de 2020       | Movimiento al Socialismo       | [ 19 ]                  | MAS-IPSP                           |                                    |                    |
| 2° | Tarija     |                             | Noemí Natividad Diaz Taborga                 | 19 de enero de 2015            | 3 de noviembre de 2020       | Movimiento al Socialismo       |                         | MAS-IPSP                           |                                    |                    |
| 3° | Tarija     |                             | Mirtha Natividad Arce Camacho                | 19 de enero de 2015            | 3 de noviembre de 2020       |                                | Unidad Demócrata        |                                    | Ind. (2017-2020)                   |                    |
| 4° | Tarija     |                             | Víctor Hugo Zamora Castedo                   | 19 de enero de 2015            |                              | PDC                            |                         | UNIR                               | 14 de noviembre de 2019 (renunció) | [ 20 ]             |
| 4° | Tarija     | Curul acefalo               | Curul acefalo                                |                                | PDC                          | PDC                            | 15 de noviembre de 2019 | 15 de enero de 2020                |                                    | [ 20 ]             |
| 4° | Tarija     |                             | Rosario Rodriguez Cuellar (suplente)         |                                | MNR                          | PDC                            | 16 de enero de 2020     | 3 de noviembre de 2020             | [ 21 ]                             |                    |
| 1° | Santa Cruz |                             | Carlos Gustavo Romero Bonifaz                |                                | Movimiento al Socialismo     |                                | MAS-IPSP                | 19 de enero de 2015                | 26 de mayo de 2015 (renunció)      |                    |
| 1° | Santa Cruz |                             | Adriana Salvatierra Arriaza (suplente)       | 26 de mayo de 2015             | Movimiento al Socialismo     | 3 de noviembre de 2020         | MAS-IPSP                |                                    |                                    |                    |
| 2° | Santa Cruz |                             | Felipa Merino Trujillo                       | 19 de enero de 2015            | Movimiento al Socialismo     | 3 de noviembre de 2020         | MAS-IPSP                |                                    |                                    |                    |
| 3° | Santa Cruz |                             | Óscar Ortiz Antelo                           | 19 de enero de 2015            |                              | Unidad Demócrata               |                         | MDS                                | 8 de mayo de 2020 (renunció)       |                    |
| 3° | Santa Cruz |                             | Óscar Ortiz Antelo                           | 19 de enero de 2015            |                              | Unidad Demócrata               |                         | MDS                                | 8 de mayo de 2020 (renunció)       |                    |
| 3° | Santa Cruz | Curul acefalo               | Curul acefalo                                |                                | UN                           | Unidad Demócrata               | 8 de mayo de 2020       | 1 de junio de 2020                 |                                    |                    |
| 3° | Santa Cruz |                             | María Lourdes Landívar Tufiño (suplente)     |                                | MDS                          | Unidad Demócrata               | 1 de junio de 2020      | 3 de noviembre de 2020             | [ 22 ] [ 23 ]                      |                    |
| 4° | Santa Cruz |                             | María Elva Pinckert Vaca                     |                                | MDS                          | Unidad Demócrata               | 19 de enero de 2015     | 13 de noviembre de 2019 (renunció) | [ 24 ] [ 25 ]                      |                    |
| 4° | Santa Cruz | Curul acefalo               | Curul acefalo                                |                                | UN                           | Unidad Demócrata               | 13 de noviembre de 2019 | 16 de enero de 2020                | [ 24 ] [ 25 ]                      |                    |
| 4° | Santa Cruz |                             | Carlos Pablo Klinsky Fernández (suplente)    |                                | MDS                          | Unidad Demócrata               | 16 de enero de 2020     | 3 de noviembre de 2020             | [ 26 ]                             |                    |
| 1° | Beni       |                             | Yerko Martinez Núñez Negrete                 |                                | MDS                          | Unidad Demócrata               | 19 de enero de 2015     | 13 de noviembre de 2019 (renunció) | [ 27 ]                             |                    |
| 1° | Beni       | Curul acefalo               | Curul acefalo                                |                                | UN                           | Unidad Demócrata               | 13 de noviembre de 2019 | 9 de enero de 2020                 | [ 27 ]                             |                    |
| 1° | Beni       |                             | Bilgay Méndez Pinaicobo (suplente)           |                                | Ind. (2019-2020)             | Unidad Demócrata               | 9 de enero de 2020      | 3 de noviembre de 2020             | [ 28 ] [ 29 ]                      |                    |
| 2° | Beni       |                             | Jeanine Añez Chávez                          |                                | MDS                          | Unidad Demócrata               | 19 de enero de 2015     | 12 de noviembre de 2019 (renunció) |                                    |                    |
| 2° | Beni       | Curul acefalo               | Curul acefalo                                |                                | UN                           | Unidad Demócrata               | 12 de noviembre de 2019 | 9 de enero de 2020                 |                                    |                    |
| 2° | Beni       |                             | Franklin Valdivia Leigue (suplente)          |                                | MNR (2015-2019)              | Unidad Demócrata               | 9 de enero de 2020      | 3 de noviembre de 2020             | [ 30 ] [ 31 ]                      |                    |
| 2° | Beni       | MAS-IPSP (2019-2020)        | Franklin Valdivia Leigue (suplente)          |                                |                              | Unidad Demócrata               | 9 de enero de 2020      | 3 de noviembre de 2020             | [ 30 ] [ 31 ]                      |                    |
| 1° | Beni       |                             | Edwin Rivero Sigler                          |                                | Movimiento al Socialismo     | MAS-IPSP                       | 19 de enero de 2015     | 3 de noviembre de 2020             |                                    |                    |
| 2° | Beni       |                             | María Argene Simoni Cuellar                  |                                | Movimiento al Socialismo     | MAS-IPSP                       | 19 de enero de 2015     | 3 de noviembre de 2020             |                                    |                    |
| 1° | Pando      |                             | Fernando Ferreira Becerra                    |                                | Movimiento al Socialismo     | MAS-IPSP                       | 19 de enero de 2015     | 3 de noviembre de 2020             |                                    |                    |
| 2° | Pando      |                             | Eliana Mercier Hererra                       |                                | Movimiento al Socialismo     | MAS-IPSP                       | 19 de enero de 2015     | 3 de noviembre de 2020             |                                    |                    |
| 3° | Pando      |                             | Carmen Eva Gonzales Lafuente                 |                                | Unidad Demócrata             |                                | 19 de enero de 2015     | 3 de noviembre de 2020             | CC                                 | [ 32 ]             |
| 4° | Pando      |                             | Homer Antonio Menacho Soria                  |                                | Unidad Demócrata             | MDS                            | 19 de enero de 2015     | 3 de noviembre de 2020             | [ 33 ]                             |                    |
| 4° | Pando      |                             | Homer Antonio Menacho Soria                  |                                | Unidad Demócrata             | MDS                            | 19 de enero de 2015     | 3 de noviembre de 2020             | [ 33 ]                             |                    |

## Cámara de Diputados

### Composición

#### Composición original
| Afiliación | Afiliación                  | Miembros | Miembros |
| ---------- | --------------------------- | -------- | -------- |
|            | Movimiento al Socialismo    | 88       | 0        |
|            | Unidad Demócrata (UN/MDS)   | 32       | 29       |
|            | Partido Demócrata Cristiano | 10       | 10       |
| Total      | Total                       | 36       | 36       |

#### Composición final (al 20 de octubre de 2019)
| Afiliación | Afiliación                                      | Miembros (al 2019) | Miembros (al 2019) |
| ---------- | ----------------------------------------------- | ------------------ | ------------------ |
|            | Movimiento al Socialismo                        | 88                 | 0                  |
|            | Bolivia Dice No (MDS)                           | 16                 | 16                 |
|            | Partido Demócrata Cristiano                     | 9                  | 1                  |
|            | Unidad Nacional                                 | 7                  | 25                 |
|            | Comunidad Ciudadana (FRI)                       | 2                  | Nuevo              |
|            | Movimiento Nacionalista Revolucionario          | 2                  | 2                  |
|            | Camino Democrático para el Cambio (CDC; Tarija) | 1                  | 1                  |
|            | Seguridad, Orden y Libertad (SOL; Santa Cruz)   | 1                  | 1                  |
|            | Independiente                                   | 4                  | 4                  |
| Total      | Total                                           | 130                | 130                |

#### Composición final (al 3 de noviembre de 2020)
| Afiliación | Afiliación                                     | Miembros (al 2020) | Miembros (al 2020) |
| ---------- | ---------------------------------------------- | ------------------ | ------------------ |
|            | Movimiento al Socialismo                       | 88                 | 0                  |
|            | Juntos (MDS)                                   | 15                 | 1                  |
|            | Creemos (PDC/UCS/SOL)                          | 11                 | Nuevo              |
|            | Unidad Nacional                                | 6                  | 1                  |
|            | Libre 21 (MNR)                                 | 4                  | 2                  |
|            | Comunidad Ciudadana (FRI)                      | 1                  | 1                  |
|            | Partido de Acción Nacional Boliviano           | 1                  | 1                  |
|            | República-2025 (R-2025; Chuquisaca) (ADN/UNIR) | 1                  | Nuevo              |
|            | Independiente                                  | 3                  | 1                  |
| Total      | Total                                          | 130                | 130                |

### Miembros de la Cámara de Diputados
| Dpto.      | Retrato                | Diputado/a                     | Distrito     | Partido o curul          | Partido o curul                   | Bancada                            | Bancada                         | Mandato                         | Mandato                            | Ref.          |
| Dpto.      | Retrato                | Diputado/a                     | Distrito     | Partido o curul          | Partido o curul                   | Bancada                            | Bancada                         | Inicio                          | Fin                                | Ref.          |
| ---------- | ---------------------- | ------------------------------ | ------------ | ------------------------ | --------------------------------- | ---------------------------------- | ------------------------------- | ------------------------------- | ---------------------------------- | ------------- |
| Chuquisaca |                        | Alicia Canqui                  | Plurinominal |                          | Movimiento al Socialismo          |                                    | MAS-IPSP                        | 19 de enero de 2015             | 3 de noviembre de 2020             |               |
| Chuquisaca | Mario Mita             |                                | Plurinominal |                          | Movimiento al Socialismo          |                                    | MAS-IPSP                        | 19 de enero de 2015             | 3 de noviembre de 2020             |               |
| Chuquisaca | Carmen Rosa Domínguez  |                                | Plurinominal |                          | Movimiento al Socialismo          |                                    | MAS-IPSP                        | 19 de enero de 2015             | 3 de noviembre de 2020             |               |
| Chuquisaca |                        | Yesenia Yarhui                 | Plurinominal |                          | PDC                               |                                    | PDC                             | 19 de enero de 2015             | 3 de noviembre de 2020             | [ 34 ]        |
| Chuquisaca |                        | Lindaura Millares              | Plurinominal |                          | Unidad Demócrata                  |                                    | MDS                             | 19 de enero de 2015             | 3 de noviembre de 2020             | [ 35 ]        |
| Chuquisaca |                        | Horacio Poppe                  | 1            |                          | PDC                               |                                    | PDC (2015-2020)                 | 19 de enero de 2015             | 3 de noviembre de 2020             |               |
| Chuquisaca |                        | Horacio Poppe                  | 1            | R-2025                   | PDC                               | [ 36 ]                             |                                 | 19 de enero de 2015             | 3 de noviembre de 2020             |               |
| Chuquisaca |                        | Francisco Cuellar (+)          | 2            |                          | Movimiento al Socialismo          |                                    | MAS-IPSP                        | 19 de enero de 2015             | 17 de julio de 2020 (falleció)     | [ 37 ]        |
| Chuquisaca | Cargo acefalo          | Cargo acefalo                  | 2            | 17 de julio de 2020      | Movimiento al Socialismo          | 13 de agosto de 2020               | MAS-IPSP                        |                                 |                                    | [ 37 ]        |
| Chuquisaca |                        | Epifania Zenteno (suplente)    | 2            | 13 de agosto de 2020     | Movimiento al Socialismo          | 3 de noviembre de 2020             | MAS-IPSP                        | [ 38 ]                          |                                    |               |
| Chuquisaca |                        | Felipa Málaga                  | 3            | 19 de enero de 2015      | Movimiento al Socialismo          | 3 de noviembre de 2020             | MAS-IPSP                        |                                 |                                    |               |
| Chuquisaca |                        | Basilio Velásquez              | 4            | 19 de enero de 2015      | Movimiento al Socialismo          | 3 de noviembre de 2020             | MAS-IPSP                        |                                 |                                    |               |
| Chuquisaca |                        | Alicia Villarpando             | 5            | 19 de enero de 2015      | Movimiento al Socialismo          | 3 de noviembre de 2020             | MAS-IPSP                        |                                 |                                    |               |
| La Paz     |                        | Edmundo Gastón Polo            | Plurinominal | 19 de enero de 2015      | Movimiento al Socialismo          | 14 de julio de 2017 (renunció)     | MAS-IPSP                        | [ 39 ]                          |                                    |               |
| La Paz     | Cargo acefalo          | Cargo acefalo                  | Plurinominal | 14 de julio de 2017      | Movimiento al Socialismo          | 23 de agosto de 2017               | MAS-IPSP                        | [ 39 ]                          |                                    |               |
| La Paz     |                        | Valeria Silva (suplente)       | Plurinominal | 23 de agosto de 2017     | Movimiento al Socialismo          | 10 de noviembre de 2019 (renunció) | MAS-IPSP                        | [ 40 ] [ 41 ]                   |                                    |               |
| La Paz     | Cargo acefalo          | Cargo acefalo                  | Plurinominal | 10 de noviembre de 2019  | Movimiento al Socialismo          | 13 de febrero de 2020              | MAS-IPSP                        | [ 40 ] [ 41 ]                   |                                    |               |
| La Paz     |                        | Basilia Cori (suplente)        | Plurinominal | 13 de febrero de 2020    | Movimiento al Socialismo          | 3 de noviembre de 2020             | MAS-IPSP                        | [ 42 ]                          |                                    |               |
| La Paz     |                        | Brígida Virginia Quiroga       | Plurinominal | 19 de enero de 2015      | Movimiento al Socialismo          | 3 de noviembre de 2020             | MAS-IPSP                        |                                 |                                    |               |
| La Paz     |                        | Manuel Canelas                 | Plurinominal | 19 de enero de 2015      | Movimiento al Socialismo          | 1 de febrero de 2018 (renunció)    | MAS-IPSP                        |                                 |                                    |               |
| La Paz     |                        | Lidia Patty (suplente)         | Plurinominal | 1 de febrero de 2018     | Movimiento al Socialismo          | 3 de noviembre de 2020             | MAS-IPSP                        |                                 |                                    |               |
| La Paz     |                        | Toribia Pomacusi               | Plurinominal | 19 de enero de 2015      | Movimiento al Socialismo          | 3 de noviembre de 2020             | MAS-IPSP                        |                                 |                                    |               |
| La Paz     | Franklin Durán         |                                | Plurinominal | 19 de enero de 2015      | Movimiento al Socialismo          | 3 de noviembre de 2020             | MAS-IPSP                        |                                 |                                    |               |
| La Paz     | María Natalia Calle    |                                | Plurinominal | 19 de enero de 2015      | Movimiento al Socialismo          | 3 de noviembre de 2020             | MAS-IPSP                        |                                 |                                    |               |
| La Paz     | Víctor Marcian Ramírez |                                | Plurinominal | 19 de enero de 2015      | Movimiento al Socialismo          | 3 de noviembre de 2020             | MAS-IPSP                        |                                 |                                    |               |
| La Paz     | Celia Andrea Bonilla   |                                | Plurinominal | 19 de enero de 2015      | Movimiento al Socialismo          | 3 de noviembre de 2020             | MAS-IPSP                        |                                 |                                    |               |
| La Paz     |                        | María Eugenia Calcina          | Plurinominal | 19 de enero de 2015      |                                   | 3 de noviembre de 2020             | Unidad Demócrata                |                                 | UN                                 | [ 43 ]        |
| La Paz     |                        | Jimena Costa                   | Plurinominal | 19 de enero de 2015      | 21 de enero de 2020 (renunció)    | [ 44 ] [ 45 ]                      | Unidad Demócrata                |                                 | UN                                 |               |
| La Paz     |                        | Amilcar Barral (suplente)      | Plurinominal | UN (2015-2019)           | 22 de enero de 2020               | 3 de noviembre de 2020             | Unidad Demócrata                | [ 46 ] [ 47 ]                   |                                    |               |
| La Paz     | Ind. (2019-2020)       | Amilcar Barral (suplente)      | Plurinominal |                          | 22 de enero de 2020               | 3 de noviembre de 2020             | Unidad Demócrata                | [ 46 ] [ 47 ]                   |                                    |               |
| La Paz     | PAN-BOL (2020)         | Amilcar Barral (suplente)      | Plurinominal |                          | 22 de enero de 2020               | 3 de noviembre de 2020             | Unidad Demócrata                | [ 46 ] [ 47 ]                   |                                    |               |
| La Paz     |                        | Wilson Santamaría              | Plurinominal |                          | UN (2015-2019)                    | 3 de noviembre de 2020             | Unidad Demócrata                | 19 de enero de 2015             | [ 48 ] [ 49 ]                      |               |
| La Paz     | MDS                    | Wilson Santamaría              | Plurinominal |                          |                                   | 3 de noviembre de 2020             | Unidad Demócrata                | 19 de enero de 2015             | [ 48 ] [ 49 ]                      |               |
| La Paz     |                        | Fernanda Elena San Martin      | Plurinominal | MDS (2014-2019)          | [ 50 ]                            | 3 de noviembre de 2020             | Unidad Demócrata                | 19 de enero de 2015             |                                    |               |
| La Paz     | CC                     | Fernanda Elena San Martin      | Plurinominal |                          | [ 50 ]                            | 3 de noviembre de 2020             | Unidad Demócrata                | 19 de enero de 2015             |                                    |               |
| La Paz     |                        | Helmuth Vladimir Salinas       | Plurinominal |                          | PDC                               | 3 de noviembre de 2020             |                                 | 19 de enero de 2015             | PDC                                | [ 34 ]        |
| La Paz     |                        | Jhovana Margarett Jordan       | Plurinominal | PDC (2015-2019)          | PDC                               | 3 de noviembre de 2020             | [ 34 ] [ 51 ]                   | 19 de enero de 2015             |                                    |               |
| La Paz     | MNR                    | Jhovana Margarett Jordan       | Plurinominal |                          | PDC                               | 3 de noviembre de 2020             | [ 34 ] [ 51 ]                   | 19 de enero de 2015             |                                    |               |
| La Paz     |                        | Javier Eduardo Zavaleta        | 6            |                          | Movimiento al Socialismo          |                                    | MAS-IPSP                        | 19 de enero de 2015             | 23 de enero de 2018 (renunció)     | [ 52 ]        |
| La Paz     | Cargo acefalo          | Cargo acefalo                  | 6            | 23 de enero de 2018      | Movimiento al Socialismo          | 1 de febrero de 2018               | MAS-IPSP                        |                                 |                                    | [ 52 ]        |
| La Paz     |                        | Ana María Díaz (suplente)      | 6            | 1 de febrero de 2018     | Movimiento al Socialismo          | 3 de noviembre de 2020             | MAS-IPSP                        | [ 53 ]                          |                                    |               |
| La Paz     |                        | Betty Beatriz Yañíquez         | 7            | 19 de enero de 2015      | Movimiento al Socialismo          | 3 de noviembre de 2020             | MAS-IPSP                        |                                 |                                    |               |
| La Paz     |                        | Sonia Silvia Brito             | 8            | 19 de enero de 2015      | Movimiento al Socialismo          | 3 de noviembre de 2020             | MAS-IPSP                        |                                 |                                    |               |
| La Paz     |                        | Rosa Inés Chuquimia            | 9            | 19 de enero de 2015      | Movimiento al Socialismo          | 3 de noviembre de 2020             | MAS-IPSP                        |                                 |                                    |               |
| La Paz     |                        | Saturnino Javier Quispe        | 10           | 19 de enero de 2015      | Movimiento al Socialismo          | 3 de noviembre de 2020             | MAS-IPSP                        |                                 |                                    |               |
| La Paz     |                        | Mireya Montaño                 | 11           | 19 de enero de 2015      | Movimiento al Socialismo          | 3 de noviembre de 2020             | MAS-IPSP                        |                                 |                                    |               |
| La Paz     |                        | Simón Sergio Choque            | 12           | 19 de enero de 2015      | Movimiento al Socialismo          | 3 de noviembre de 2020             | MAS-IPSP                        |                                 |                                    |               |
| La Paz     |                        | Clery Vargas                   | 13           | 19 de enero de 2015      | Movimiento al Socialismo          | 3 de noviembre de 2020             | MAS-IPSP                        |                                 |                                    |               |
| La Paz     |                        | Modesta Supo                   | 14           | 19 de enero de 2015      | Movimiento al Socialismo          | 3 de noviembre de 2020             | MAS-IPSP                        |                                 |                                    |               |
| La Paz     |                        | Julio Huaraya                  | 15           | 19 de enero de 2015      | Movimiento al Socialismo          | 3 de noviembre de 2020             | MAS-IPSP                        |                                 |                                    |               |
| La Paz     |                        | Concepción Ortiz               | 16           | 19 de enero de 2015      | Movimiento al Socialismo          | 3 de noviembre de 2020             | MAS-IPSP                        |                                 |                                    |               |
| La Paz     |                        | Tito Veizaga                   | 17           | 19 de enero de 2015      | Movimiento al Socialismo          | 3 de noviembre de 2020             | MAS-IPSP                        |                                 |                                    |               |
| La Paz     |                        | Franklin Flores                | 18           | 19 de enero de 2015      | Movimiento al Socialismo          | 3 de noviembre de 2020             | MAS-IPSP                        |                                 |                                    |               |
| La Paz     |                        | Rubén Chambi                   | 19           | 19 de enero de 2015      | Movimiento al Socialismo          | 3 de noviembre de 2020             | MAS-IPSP                        |                                 |                                    |               |
| La Paz     |                        | Alicia Natte                   | Especial     | 19 de enero de 2015      | Movimiento al Socialismo          | 3 de noviembre de 2020             | MAS-IPSP                        |                                 |                                    |               |
| Cochabamba |                        | Romina Guadalupe Pérez         | Plurinominal | 19 de enero de 2015      | Movimiento al Socialismo          |                                    | PCB                             | 3 de junio de 2019 (renunció)   | [ 54 ]                             |               |
| Cochabamba | Cargo acéfalo          | Cargo acéfalo                  | Plurinominal |                          | Movimiento al Socialismo          | MAS-IPSP                           | 3 de junio de 2019              |                                 |                                    |               |
| Cochabamba |                        | Grover Cuevas                  | Plurinominal |                          | Movimiento al Socialismo          | MAS-IPSP                           | 3 de noviembre de 2020          |                                 |                                    |               |
| Cochabamba |                        | Lucio Gómez                    | Plurinominal | 19 de enero de 2015      | Movimiento al Socialismo          | MAS-IPSP                           | 2 de agosto de 2019 (arrestado) |                                 |                                    |               |
| Cochabamba |                        | Ayda Luz Villarroel            | Plurinominal | 19 de enero de 2015      | Movimiento al Socialismo          | MAS-IPSP                           | 3 de noviembre de 2020          |                                 |                                    |               |
| Cochabamba | Juan Vásquez           |                                | Plurinominal | 19 de enero de 2015      | Movimiento al Socialismo          | MAS-IPSP                           | 3 de noviembre de 2020          |                                 |                                    |               |
| Cochabamba | Virginia Terceros      |                                | Plurinominal | 19 de enero de 2015      | Movimiento al Socialismo          | MAS-IPSP                           | 3 de noviembre de 2020          |                                 |                                    |               |
| Cochabamba |                        | Norma Pierola                  | Plurinominal | 19 de enero de 2015      |                                   | PDC                                | 3 de noviembre de 2020          |                                 | PDC                                | [ 55 ]        |
| Cochabamba |                        | Shirley Franco                 | Plurinominal | 19 de enero de 2015      |                                   | Unidad Demócrata                   | 3 de noviembre de 2020          |                                 | UN (2009-2019)                     | [ 56 ]        |
| Cochabamba | MDS                    | Shirley Franco                 | Plurinominal | 19 de enero de 2015      |                                   | Unidad Demócrata                   | 3 de noviembre de 2020          |                                 |                                    | [ 56 ]        |
| Cochabamba |                        | Bernard Gutiérrez              | Plurinominal | 19 de enero de 2015      | [ 57 ]                            | Unidad Demócrata                   | 3 de noviembre de 2020          |                                 |                                    |               |
| Cochabamba |                        | Claudia Mallon                 | Plurinominal | 19 de enero de 2015      | [ 58 ]                            | Unidad Demócrata                   | 3 de noviembre de 2020          |                                 |                                    |               |
| Cochabamba |                        | Victor Alonzo Gutiérrez        | 20           | 19 de enero de 2015      |                                   | Unidad Demócrata                   | 3 de noviembre de 2020          | Ind. (2017-2020)                |                                    |               |
| Cochabamba |                        | Sandra Cartagena               | 21           | 19 de enero de 2015      |                                   | Movimiento al Socialismo           | 3 de noviembre de 2020          |                                 | MAS-IPSP                           |               |
| Cochabamba |                        | Leoncio Jancko                 | 22           | 19 de enero de 2015      |                                   | Movimiento al Socialismo           | 3 de noviembre de 2020          |                                 | MAS-IPSP                           |               |
| Cochabamba |                        | Julio Jiménez (+)              | 23           | 19 de enero de 2015      | 6 de julio de 2020 (falleció)     | Movimiento al Socialismo           |                                 |                                 | MAS-IPSP                           |               |
| Cochabamba |                        | Juana Quispe                   | 24           | 19 de enero de 2015      | 3 de noviembre de 2020            | Movimiento al Socialismo           |                                 |                                 | MAS-IPSP                           |               |
| Cochabamba |                        | Elvira Silvana Rojas           | 25           | 19 de enero de 2015      | 3 de noviembre de 2020            | Movimiento al Socialismo           |                                 |                                 | MAS-IPSP                           |               |
| Cochabamba |                        | Freddy Vargas                  | 26           | 19 de enero de 2015      | 3 de noviembre de 2020            | Movimiento al Socialismo           |                                 |                                 | MAS-IPSP                           |               |
| Cochabamba |                        | Manuel Mamani                  | 27           | 19 de enero de 2015      | 3 de noviembre de 2020            | Movimiento al Socialismo           |                                 |                                 | MAS-IPSP                           |               |
| Cochabamba |                        | Ros Mery Arias                 | 28           | 19 de enero de 2015      | 3 de noviembre de 2020            | Movimiento al Socialismo           |                                 |                                 | MAS-IPSP                           |               |
| Cochabamba |                        | Patricia Chávez                | Especial     | 19 de enero de 2015      | 3 de noviembre de 2020            | Movimiento al Socialismo           |                                 |                                 | MAS-IPSP                           |               |
| Oruro      |                        | Aniceto Choque                 | Plurinominal | 19 de enero de 2015      | 3 de noviembre de 2020            | Movimiento al Socialismo           |                                 |                                 | MAS-IPSP                           |               |
| Oruro      | Otilia Choque          |                                | Plurinominal | 19 de enero de 2015      | 3 de noviembre de 2020            | Movimiento al Socialismo           |                                 |                                 | MAS-IPSP                           |               |
| Oruro      | Francisco Quispe       |                                | Plurinominal | 19 de enero de 2015      | 3 de noviembre de 2020            | Movimiento al Socialismo           |                                 |                                 | MAS-IPSP                           |               |
| Oruro      |                        | Raúl Rocha                     | Plurinominal | 19 de enero de 2015      | 3 de noviembre de 2020            |                                    | PDC                             |                                 | PDC                                | [ 34 ]        |
| Oruro      |                        | Gonzalo Aguilar                | 29           | 19 de enero de 2015      | 3 de noviembre de 2020            |                                    | Movimiento al Socialismo        |                                 | MAS-IPSP                           |               |
| Oruro      |                        | Lily Rosario Villca            | 30           | 19 de enero de 2015      | 3 de noviembre de 2020            |                                    | Movimiento al Socialismo        |                                 | MAS-IPSP                           |               |
| Oruro      |                        | Eleuterio Huallpa              | 31           | 19 de enero de 2015      | 3 de noviembre de 2020            |                                    | Movimiento al Socialismo        |                                 | MAS-IPSP                           |               |
| Oruro      |                        | Delia Canaviri                 | 32           | 19 de enero de 2015      | 3 de noviembre de 2020            |                                    | Movimiento al Socialismo        |                                 | MAS-IPSP                           |               |
| Oruro      |                        | Santos Paredes                 | Especial     | 19 de enero de 2015      | 3 de noviembre de 2020            |                                    | Unidad Demócrata                |                                 | Ind. (2017-2020)                   | [ 59 ]        |
| Potosí     |                        | Esteban López                  | Plurinominal | 19 de enero de 2015      | 3 de noviembre de 2020            |                                    | Movimiento al Socialismo        |                                 | MAS-IPSP                           |               |
| Potosí     | Trinidad Rojas         |                                | Plurinominal | 19 de enero de 2015      | 3 de noviembre de 2020            |                                    | Movimiento al Socialismo        |                                 | MAS-IPSP                           |               |
| Potosí     | David Ramos            |                                | Plurinominal | 19 de enero de 2015      | 3 de noviembre de 2020            |                                    | Movimiento al Socialismo        |                                 | MAS-IPSP                           |               |
| Potosí     | Virginia Ance          |                                | Plurinominal | 19 de enero de 2015      | 3 de noviembre de 2020            |                                    | Movimiento al Socialismo        |                                 | MAS-IPSP                           |               |
| Potosí     | Fidel Colque           |                                | Plurinominal | 19 de enero de 2015      | 3 de noviembre de 2020            |                                    | Movimiento al Socialismo        |                                 | MAS-IPSP                           |               |
| Potosí     |                        | Julio Grover Huanca            | Plurinominal | 19 de enero de 2015      | 3 de noviembre de 2020            |                                    | Unidad Demócrata                |                                 | UN                                 | [ 60 ]        |
| Potosí     |                        | Gonzalo Barrientos             | 33           | 19 de enero de 2015      | 3 de noviembre de 2020            |                                    | Unidad Demócrata                | MDS                             | [ 61 ]                             |               |
| Potosí     |                        | Víctor Borda                   | 34           | 19 de enero de 2015      |                                   | Movimiento al Socialismo           |                                 | MAS-IPSP                        | 10 de noviembre de 2019            |               |
| Potosí     | Cargo acefalo          | Cargo acefalo                  | 34           | 10 de noviembre de 2019  | 2020                              | Movimiento al Socialismo           |                                 | MAS-IPSP                        |                                    |               |
| Potosí     |                        | Eustaquia Benavidez (suplente) | 34           | 2020                     | 3 de noviembre de 2020            | Movimiento al Socialismo           |                                 | MAS-IPSP                        |                                    |               |
| Potosí     |                        | Elisa Catari                   | 35           | 19 de enero de 2015      | 3 de noviembre de 2020            | Movimiento al Socialismo           |                                 | MAS-IPSP                        |                                    |               |
| Potosí     |                        | Ascencio Lazo                  | 36           | 19 de enero de 2015      | 3 de noviembre de 2020            | Movimiento al Socialismo           |                                 | MAS-IPSP                        |                                    |               |
| Potosí     |                        | Maura Quispe                   | 37           | 19 de enero de 2015      | 3 de noviembre de 2020            | Movimiento al Socialismo           |                                 | MAS-IPSP                        |                                    |               |
| Potosí     |                        | Zacarías Colque                | 38           | 19 de enero de 2015      | 3 de noviembre de 2020            | Movimiento al Socialismo           |                                 | MAS-IPSP                        |                                    |               |
| Potosí     |                        | Rosa Álvarez                   | 39           | 19 de enero de 2015      | 3 de noviembre de 2020            | Movimiento al Socialismo           |                                 | MAS-IPSP                        |                                    |               |
| Tarija     |                        | Nora Quisbert                  | Plurinominal | 19 de enero de 2015      | 3 de noviembre de 2020            | Movimiento al Socialismo           |                                 | MAS-IPSP                        |                                    |               |
| Tarija     |                        | Juan Lino Cardenas             | Plurinominal | 19 de enero de 2015      | 28 de enero de 2020 (renunció)    | Movimiento al Socialismo           | [ 62 ]                          | MAS-IPSP                        |                                    |               |
| Tarija     | Cargo acefalo          | Cargo acefalo                  | Plurinominal | 28 de enero de 2020      | 3 de febrero de 2020              | Movimiento al Socialismo           | [ 62 ]                          | MAS-IPSP                        |                                    |               |
| Tarija     |                        | Justino Jurado (suplente)      | Plurinominal | 3 de febrero de 2020     | 3 de noviembre de 2020            | Movimiento al Socialismo           | [ 63 ]                          | MAS-IPSP                        |                                    |               |
| Tarija     |                        | Norman René Lazarte            | Plurinominal |                          | 3 de noviembre de 2020            | Unidad Demócrata                   |                                 | UN                              | 19 de enero de 2015                | [ 64 ]        |
| Tarija     |                        | Edgar Rendón                   | Plurinominal |                          | 3 de noviembre de 2020            | PDC                                |                                 | CDC                             | 19 de enero de 2015                | [ 65 ]        |
| Tarija     | MNR (2020)             | Edgar Rendón                   | Plurinominal |                          | 3 de noviembre de 2020            | PDC                                |                                 |                                 | 19 de enero de 2015                | [ 65 ]        |
| Tarija     |                        | Nelly Lenz                     | 40           |                          | 3 de noviembre de 2020            | Movimiento al Socialismo           |                                 | MAS-IPSP                        | 19 de enero de 2015                |               |
| Tarija     |                        | Ginna María Torrez             | 41           |                          | 3 de noviembre de 2020            | PDC                                |                                 | MDS                             | 19 de enero de 2015                | [ 66 ]        |
| Tarija     |                        | Ignacio Soruco                 | 42           |                          | 3 de noviembre de 2020            | Movimiento al Socialismo           |                                 | MAS-IPSP                        | 19 de enero de 2015                |               |
| Tarija     |                        | Marcela Vásquez                | 43           |                          | 3 de noviembre de 2020            | Unidad Demócrata                   |                                 | UN                              | 19 de enero de 2015                | [ 67 ]        |
| Tarija     |                        | Jacinto Vega                   | Especial     |                          | Movimiento al Socialismo          |                                    | MAS-IPSP                        | 6 de agosto de 2015 (arrestado) | 19 de enero de 2015                | [ 68 ] [ 69 ] |
| Tarija     | Curul acefalo          | Curul acefalo                  | Especial     | 6 de agosto de 2015      | Movimiento al Socialismo          | 25 de agosto de 2015               | MAS-IPSP                        |                                 |                                    | [ 68 ] [ 69 ] |
| Tarija     |                        | Tula Salazar (suplente)        | Especial     | 25 de agosto de 2015     | Movimiento al Socialismo          | 3 de noviembre de 2020             | MAS-IPSP                        | [ 70 ]                          |                                    |               |
| Santa Cruz |                        | Gabriela Montaño               | Plurinominal | 19 de enero de 2015      | Movimiento al Socialismo          | 19 de enero de 2019 (renunció)     | MAS-IPSP                        | [ 71 ]                          |                                    |               |
| Santa Cruz |                        | Iver Peña (suplente)           | Plurinominal | 19 de enero de 2019      | Movimiento al Socialismo          | 3 de noviembre de 2020             | MAS-IPSP                        |                                 |                                    |               |
| Santa Cruz |                        | Mario Guerrero                 | Plurinominal | 19 de enero de 2015      | Movimiento al Socialismo          | 10 de noviembre de 2019 (renunció) | MAS-IPSP                        | [ 72 ]                          |                                    |               |
| Santa Cruz | Cargo acefalo          | Cargo acefalo                  | Plurinominal | 10 de noviembre de 2019  | Movimiento al Socialismo          | 2 de enero de 2020                 | MAS-IPSP                        | [ 72 ]                          |                                    |               |
| Santa Cruz |                        | Amparo Gutierrez (suplente)    | Plurinominal | 2 de enero de 2020       | Movimiento al Socialismo          | 3 de noviembre de 2020             | MAS-IPSP                        | [ 73 ]                          |                                    |               |
| Santa Cruz |                        | Muriel Cruz                    | Plurinominal | 19 de enero de 2015      | Movimiento al Socialismo          | 3 de noviembre de 2020             | MAS-IPSP                        |                                 |                                    |               |
| Santa Cruz | Henrry Cabrera         |                                | Plurinominal | 19 de enero de 2015      | Movimiento al Socialismo          | 3 de noviembre de 2020             | MAS-IPSP                        |                                 |                                    |               |
| Santa Cruz | Jacqueline Miranda     |                                | Plurinominal | 19 de enero de 2015      | Movimiento al Socialismo          | 3 de noviembre de 2020             | MAS-IPSP                        |                                 |                                    |               |
| Santa Cruz |                        | Maida Paz                      | Plurinominal | 19 de enero de 2015      |                                   | 3 de noviembre de 2020             | PDC                             |                                 | PDC                                | [ 34 ]        |
| Santa Cruz |                        | Julio Hermógenes Costas        | Plurinominal | 19 de enero de 2015      | [ 34 ]                            | 3 de noviembre de 2020             | PDC                             |                                 | PDC                                |               |
| Santa Cruz |                        | Rose Marie Sandoval            | Plurinominal | 19 de enero de 2015      |                                   | 3 de noviembre de 2020             | Unidad Demócrata                |                                 | MDS                                | [ 74 ]        |
| Santa Cruz |                        | Jorge Morales                  | Plurinominal | Renunció antes de asumir | Renunció antes de asumir          | [ 75 ]                             | Unidad Demócrata                |                                 | MDS                                |               |
| Santa Cruz |                        | Kathia Zambrana (suplente)     | Plurinominal | 19 de enero de 2015      | 3 de noviembre de 2020            | [ 76 ]                             | Unidad Demócrata                |                                 | MDS                                |               |
| Santa Cruz |                        | Eliane Capobianco              | Plurinominal | 19 de enero de 2015      | 4 de diciembre de 2019 (renunció) | [ 77 ] [ 78 ]                      | Unidad Demócrata                |                                 | MDS                                |               |
| Santa Cruz | Cargo acefalo          | Cargo acefalo                  | Plurinominal |                          | UD                                | [ 77 ] [ 78 ]                      | Unidad Demócrata                | 4 de diciembre de 2020          | 12 de febrero de 2020              |               |
| Santa Cruz |                        | Jordana Middagh (suplente)     | Plurinominal |                          | MDS                               | 12 de febrero de 2020              | Unidad Demócrata                | 3 de noviembre de 2020          | [ 79 ]                             |               |
| Santa Cruz |                        | Miguel Ángel Feeney            | Plurinominal |                          | UN (2015-2019)                    | 19 de enero de 2015                | Unidad Demócrata                | 3 de noviembre de 2020          | [ 80 ] [ 81 ] [ 82 ]               |               |
| Santa Cruz | MDS (2019)             | Miguel Ángel Feeney            | Plurinominal |                          |                                   | 19 de enero de 2015                | Unidad Demócrata                | 3 de noviembre de 2020          | [ 80 ] [ 81 ] [ 82 ]               |               |
| Santa Cruz | Creemos (2020)         | Miguel Ángel Feeney            | Plurinominal |                          |                                   | 19 de enero de 2015                | Unidad Demócrata                | 3 de noviembre de 2020          | [ 80 ] [ 81 ] [ 82 ]               |               |
| Santa Cruz |                        | Cinthia Sequeiros              | Plurinominal |                          | MDS                               | 19 de enero de 2015                | Unidad Demócrata                | 3 de noviembre de 2020          | [ 83 ]                             |               |
| Santa Cruz |                        | Erik Morón                     | Plurinominal |                          | MNR (2015-2018)                   | 19 de enero de 2015                | Unidad Demócrata                | 3 de noviembre de 2020          | [ 84 ] [ 85 ]                      |               |
| Santa Cruz | Ind. (2018-2020)       | Erik Morón                     | Plurinominal |                          |                                   | 19 de enero de 2015                | Unidad Demócrata                | 3 de noviembre de 2020          | [ 84 ] [ 85 ]                      |               |
| Santa Cruz | Creemos (2020)         | Erik Morón                     | Plurinominal |                          |                                   | 19 de enero de 2015                | Unidad Demócrata                | 3 de noviembre de 2020          | [ 84 ] [ 85 ]                      |               |
| Santa Cruz |                        | Leny Chávez                    | 44           |                          | MDS                               | 19 de enero de 2015                | Unidad Demócrata                | 3 de noviembre de 2020          | [ 86 ]                             |               |
| Santa Cruz |                        | Luis Felipe Dorado             | 45           | MDS (2015-2018)          | [ 87 ] [ 88 ]                     | 19 de enero de 2015                | Unidad Demócrata                | 3 de noviembre de 2020          |                                    |               |
| Santa Cruz | SOL (2019-2020)        | Luis Felipe Dorado             | 45           |                          | [ 87 ] [ 88 ]                     | 19 de enero de 2015                | Unidad Demócrata                | 3 de noviembre de 2020          |                                    |               |
| Santa Cruz |                        | Tomás Monasterios              | 46           |                          | MDS                               | 19 de enero de 2015                | Unidad Demócrata                | 3 de noviembre de 2020          | [ 89 ]                             |               |
| Santa Cruz |                        | Andrés Gallardo                | 47           |                          | MNR (2015-2020)                   | 19 de enero de 2015                | Unidad Demócrata                | 3 de noviembre de 2020          |                                    |               |
| Santa Cruz |                        | Andrés Gallardo                | 47           | Creemos                  | [ 90 ]                            | 19 de enero de 2015                | Unidad Demócrata                | 3 de noviembre de 2020          |                                    |               |
| Santa Cruz |                        | Sabelio Estrada                | 48           |                          | Movimiento al Socialismo          | 19 de enero de 2015                |                                 | 3 de noviembre de 2020          | MAS-IPSP                           |               |
| Santa Cruz |                        | Adriana Arias                  | 49           |                          | Movimiento al Socialismo          | 19 de enero de 2015                |                                 | 3 de noviembre de 2020          | MAS-IPSP                           |               |
| Santa Cruz |                        | Edgar Montaño                  | 50           |                          | Movimiento al Socialismo          | 19 de enero de 2015                |                                 | 3 de noviembre de 2020          | MAS-IPSP                           |               |
| Santa Cruz |                        | Trifonia Griselda Muñoz        | 51           |                          | Unidad Demócrata                  | 19 de enero de 2015                |                                 | 3 de noviembre de 2020          | MDS                                | [ 91 ]        |
| Santa Cruz |                        | Juan Cala                      | 52           |                          | Movimiento al Socialismo          | 19 de enero de 2015                |                                 | 3 de noviembre de 2020          | MAS-IPSP                           |               |
| Santa Cruz |                        | Martiriano Mamani              | 53           |                          | Movimiento al Socialismo          | 19 de enero de 2015                |                                 | 3 de noviembre de 2020          | MAS-IPSP                           |               |
| Santa Cruz |                        | Kary Mariscal                  | 54           |                          | Unidad Demócrata                  | 19 de enero de 2015                |                                 | 3 de noviembre de 2020          | MNR                                | [ 92 ]        |
| Santa Cruz |                        | Anacleta Amurrio               | 55           |                          | Movimiento al Socialismo          | 19 de enero de 2015                |                                 | 3 de noviembre de 2020          | MAS-IPSP                           |               |
| Santa Cruz |                        | Eusebia Fernández              | 56           |                          | Movimiento al Socialismo          | 19 de enero de 2015                |                                 | 3 de noviembre de 2020          | MAS-IPSP                           |               |
| Santa Cruz |                        | Benita Suárez                  | 57           |                          | Movimiento al Socialismo          | 19 de enero de 2015                |                                 | 3 de noviembre de 2020          | MAS-IPSP                           |               |
| Santa Cruz |                        | Avilio Vaca                    | Especial     |                          | Movimiento al Socialismo          | 19 de enero de 2015                |                                 | 3 de noviembre de 2020          | MAS-IPSP                           |               |
| Beni       |                        | Margarita Del Carmen Fernández | Plurinominal |                          | Unidad Demócrata                  | 19 de enero de 2015                |                                 | 3 de noviembre de 2020          | Ind. (2017-2020)                   | [ 59 ]        |
| Beni       |                        | Susana Rivero                  | Plurinominal |                          | Movimiento al Socialismo          | 19 de enero de 2015                |                                 | 3 de noviembre de 2020          | MAS-IPSP                           | [ 93 ]        |
| Beni       | Walter Roque           |                                | Plurinominal |                          | Movimiento al Socialismo          | 19 de enero de 2015                |                                 | 3 de noviembre de 2020          | MAS-IPSP                           |               |
| Beni       |                        | Álvaro Rodrigo Guzmán          | 58           |                          | Unidad Demócrata                  | 19 de enero de 2015                |                                 | MDS                             | 13 de noviembre de 2019 (renunció) | [ 94 ] [ 95 ] |
| Beni       | Cargo acefalo          | Cargo acefalo                  | 58           |                          | Unidad Demócrata                  | UN                                 | 13 de noviembre de 2019         | 12 de febrero de 2020           |                                    | [ 94 ] [ 95 ] |
| Beni       |                        | Zianko Raymond (suplente)      | 58           | 12 de febrero de 2020    | Unidad Demócrata                  | UN                                 | 3 de noviembre de 2020          | [ 96 ]                          |                                    |               |
| Beni       |                        | Ana Vidal                      | 59           |                          | Movimiento al Socialismo          |                                    | 3 de noviembre de 2020          | MAS-IPSP                        | 19 de enero de 2015                |               |
| Beni       |                        | Orlando Égüez (+)              | 60           |                          | Unidad Demócrata                  |                                    | MNR                             | 8 de junio de 2019 (falleció)   | 19 de enero de 2015                | [ 97 ]        |
| Beni       | Cargo acefalo          | Cargo acefalo                  | 60           |                          | Unidad Demócrata                  | UN                                 | 8 de junio de 2019              | 17 de julio de 2019             |                                    | [ 97 ]        |
| Beni       |                        | Verónica Teresa Téllez         | 60           | 17 de julio de 2019      | Unidad Demócrata                  | UN                                 | 3 de noviembre de 2020          | [ 98 ]                          |                                    |               |
| Beni       |                        | Irma Erminia Ledezma           | 61           |                          | Unidad Demócrata                  | MDS                                | 3 de noviembre de 2020          | 19 de enero de 2015             | [ 99 ]                             |               |
| Beni       |                        | Ramona Moye                    | Especial     |                          | Movimiento al Socialismo          |                                    | 3 de noviembre de 2020          | 19 de enero de 2015             | MAS-IPSP                           |               |
| Pando      |                        | Miguel Ojopi                   | Plurinominal |                          | Unidad Demócrata                  |                                    | 3 de noviembre de 2020          | 19 de enero de 2015             | MNR                                | [ 97 ]        |
| Pando      |                        | Miguel Ojopi                   | Plurinominal | CC (2019)                | Unidad Demócrata                  | [ 100 ]                            | 3 de noviembre de 2020          | 19 de enero de 2015             |                                    |               |
| Pando      |                        | Dulce María Araujo             | Plurinominal |                          | Unidad Demócrata                  | UN (2015-2020)                     | 3 de noviembre de 2020          | 19 de enero de 2015             | [ 101 ]                            |               |
| Pando      | Creemos                | Dulce María Araujo             | Plurinominal |                          | Unidad Demócrata                  |                                    | 3 de noviembre de 2020          | 19 de enero de 2015             |                                    |               |
| Pando      |                        | Sebastián Texeira              | 62           |                          | Movimiento al Socialismo          |                                    | 3 de noviembre de 2020          | 19 de enero de 2015             | MAS-IPSP                           |               |
| Pando      |                        | Army Claudia Tórrez            | 63           |                          | Movimiento al Socialismo          |                                    | 3 de noviembre de 2020          | 19 de enero de 2015             | MAS-IPSP                           |               |
| Pando      |                        | Walter Ayala                   | Especial     |                          | Movimiento al Socialismo          |                                    | 3 de noviembre de 2020          | 19 de enero de 2015             | MAS-IPSP                           |               |

## Elecciones anuladas de 2019
La II Asamblea Legislativa Plurinacional debía terminar sus funciones el 22 de enero de 2020, dando paso a una hipotética III Asamblea, junto con la asunción del presidente electo el 20 de octubre de 2019. No obstante, cuando surgieron denuncias de fraude electoral, estas dieron origen a protestas y manifestaciones que pedían una auditoria interna al proceso y que culminaron con la renuncia de Evo Morales (quien buscaba dar inicio a su cuarto mandato, a pesar de haber perdido un referéndum constitucional en 2016), la III Asamblea jamás pudo asumir funciones. Finalmente, en el gobierno de Jeanine Añez, se promulgó la Ley N° 1266 "Ley de Régimen Excepcional y Transitorio para la Realización de Elecciones Generales" del 24 de noviembre de 2019, quedando sin efecto la elección.
Un detalle no menor fue el hecho de que tanto los parlamentarios de oposición (que eran parte de Unidad Demócrata y Partido Demócrata Cristiano) como los del Movimiento al Socialismo aprobaron a favor de anular esas elecciones, por lo que existió por primera vez en muchos años, una mayoría absoluta en la Asamblea. Tras llamarse a nuevas elecciones (que se llevaron a cabo el 18 de octubre de 2020), ningún legislador de la anterior elección asumió su cargo. Sin embargo, alianzas como Comunidad Ciudadana ratificaron a muchos de los candidatos que tenían en las elecciones de 2019, mientras otros migraban a otras siglas y agrupaciones.
Esta sección solo sirve de ejemplo para observar como se habría compuesto la III Asamblea Legislativa Plurinacional, que debía cumplir funciones desde el 22 de enero de 2020 hasta el 22 de enero de 2025. Los datos fueron presentados por el Órgano Electoral Plurinacional, posiblemente con la intención de reconocer los resultados de la elección de 2019, por lo que solo quedan como datos estadísticos.

### Composición
| Afiliación | Afiliación                | Miembros | Miembros |
| ---------- | ------------------------- | -------- | -------- |
|            | Movimiento al Socialismo  | 21       | 3        |
|            | Comunidad Ciudadana (FRI) | 14       | Nuevo    |
|            | Bolivia Dice No (MDS)     | 1        | 8        |
| Total      | Total                     | 36       | 36       |

| Afiliación | Afiliación                  | Miembros | Miembros |
| ---------- | --------------------------- | -------- | -------- |
|            | Movimiento al Socialismo    | 67       | 21       |
|            | Comunidad Ciudadana (FRI)   | 50       | Nuevo    |
|            | Partido Demócrata Cristiano | 9        | 1        |
|            | Bolivia Dice No (MDS)       | 4        | 28       |
| Total      | Total                       | 130      | 130      |

### Cámara de Senadores
| No | Dpto.      | Senador                           | Partido o curul     | Partido o curul          | Bancada | Bancada           | Mandato   | Mandato           |
| No | Dpto.      | Senador                           | Partido o curul     | Partido o curul          | Bancada | Bancada           | Inicio    | Destino (2020)    |
| -- | ---------- | --------------------------------- | ------------------- | ------------------------ | ------- | ----------------- | --------- | ----------------- |
| 1° | Chuquisaca | Silvia Gilma Salame Farjat        |                     | Comunidad Ciudadana      |         | CC                | No asumió | Reelecta          |
| 2° | Chuquisaca | Santiago Ticona Yupari            |                     | Comunidad Ciudadana      | FRI     | Reelecto          | No asumió |                   |
| 3° | Chuquisaca | Said Enrique Cortez Romero        |                     | Movimiento al Socialismo |         | MAS-IPSP          | No asumió | No postuló        |
| 4° | Chuquisaca | Mayra Delina Garrado Pinto        | No postuló          | Movimiento al Socialismo |         | MAS-IPSP          | No asumió |                   |
| 1° | La Paz     | Julieta Mabel Monje Villa         | No postuló          | Movimiento al Socialismo |         | MAS-IPSP          | No asumió |                   |
| 2° | La Paz     | Rogelio Mayta Mayta               | No postuló          | Movimiento al Socialismo |         | MAS-IPSP          | No asumió |                   |
| 3° | La Paz     | Simona Quispe Apaza               | Reelecta            | Movimiento al Socialismo |         | MAS-IPSP          | No asumió |                   |
| 4° | La Paz     | Cecilia Isabel Requena            |                     | Comunidad Ciudadana      |         | CC                | No asumió | Reelecta          |
| 1° | Cochabamba | Rocío Alejandra Molina Travesí    |                     | Movimiento al Socialismo |         | MAS-IPSP          | No asumió | No postuló        |
| 2° | Cochabamba | Andrónico Rodríguez Ledezma       | Reelecto            | Movimiento al Socialismo |         | MAS-IPSP          | No asumió |                   |
| 3° | Cochabamba | María Elena Laura Andia           | No postuló          | Movimiento al Socialismo |         | MAS-IPSP          | No asumió |                   |
| 4° | Cochabamba | Andrea Bruna Barrientos Sahonero  |                     | Comunidad Ciudadana      |         | CC                | No asumió | Reelecta          |
| 1° | Oruro      | Gino Gonzalo Martinez Guzman      |                     | Movimiento al Socialismo |         | MAS-IPSP          | No asumió | No postuló        |
| 2° | Oruro      | Mery Rosalia Choque Torrez        | Reelecta (suplente) | Movimiento al Socialismo |         | MAS-IPSP          | No asumió |                   |
| 3° | Oruro      | Praxides Hidalgo Martinez         |                     | Comunidad Ciudadana      |         | FRI               | No asumió | No postuló        |
| 4° | Oruro      | Eddy Antonio Dorado Alanez        |                     | Comunidad Ciudadana      | CC      | Perdió            | No asumió |                   |
| 1° | Potosí     | Orlando Silvio Careaga Alurralde  |                     | Movimiento al Socialismo |         | MAS-IPSP          | No asumió | No postuló        |
| 2° | Potosí     | Elsa Marleny Chavarria Arroyo     | No postuló          | Movimiento al Socialismo |         | MAS-IPSP          | No asumió |                   |
| 3° | Potosí     | Ramiro Jorge Cucho                | No postuló          | Movimiento al Socialismo |         | MAS-IPSP          | No asumió |                   |
| 4° | Potosí     | Daly Cristina Santa María Aguirre |                     | Comunidad Ciudadana      |         | FRI               | No asumió | Reelecta          |
| 1° | Tarija     | Elizabeth Zoya Zamora Arce        | Reelecta (suplente) | Comunidad Ciudadana      |         | FRI               | No asumió |                   |
| 2° | Tarija     | Wilman Ramón Cardozo Surriabre    |                     | Comunidad Ciudadana      | Todos   | Renunció (Juntos) | No asumió |                   |
| 2° | Tarija     | Wilman Ramón Cardozo Surriabre    | MDS                 | Comunidad Ciudadana      |         | Renunció (Juntos) | No asumió |                   |
| 3° | Tarija     | Verónica Patricia Serrano Ortega  |                     | Movimiento al Socialismo |         | MAS-IPSP          | No asumió | No postuló        |
| 4° | Tarija     | Carlos Eduardo Bru Cabrero        | No postuló          | Movimiento al Socialismo |         | MAS-IPSP          | No asumió |                   |
| 1° | Santa Cruz | Ada Vania Sandoval Arenas         |                     | Comunidad Ciudadana      |         | CC                | No asumió | No postuló        |
| 2° | Santa Cruz | Luis Fernando Ortiz Reque         | Perdió              | Comunidad Ciudadana      |         | CC                | No asumió |                   |
| 3° | Santa Cruz | María Rene Lievana Duran Canelas  |                     | Movimiento al Socialismo |         | MAS-IPSP          | No asumió | No postuló        |
| 4° | Santa Cruz | Milton Rolando Borda Padilla      | No postuló          | Movimiento al Socialismo |         | MAS-IPSP          | No asumió |                   |
| 1° | Beni       | Susana Rivero Guzman              | No postuló          | Movimiento al Socialismo |         | MAS-IPSP          | No asumió |                   |
| 2° | Beni       | Javier Tovias Tovias              | No postuló          | Movimiento al Socialismo |         | MAS-IPSP          | No asumió |                   |
| 3° | Beni       | Cecilia Moyoviri Moye             |                     | Comunidad Ciudadana      |         | CC                | No asumió | Reelecta          |
| 4° | Beni       | Fernando Aponte Larach            |                     | Bolivia Dice No          |         | MDS               | No asumió | Renunció (Juntos) |
| 1° | Pando      | Paola Ivannia Terrazas Justiniano |                     | Movimiento al Socialismo |         | MAS-IPSP          | No asumió | No postuló        |
| 2° | Pando      | Arcindo Zabala Gomez              | No postuló          | Movimiento al Socialismo |         | MAS-IPSP          | No asumió |                   |
| 3° | Pando      | Corina Ferreira Domínguez         |                     | Comunidad Ciudadana      |         | CC                | No asumió | Reelecta          |
| 4° | Pando      | Julio Diego Romaña Galindo        |                     | Comunidad Ciudadana      | Creemos | Reelecto          | No asumió |                   |

### Cámara de Diputados
| Dpto.      | Diputado/a          | Distrito     | Partido o curul     | Partido o curul             | Bancada    | Bancada             | Mandato   | Mandato             |
| Dpto.      | Diputado/a          | Distrito     | Partido o curul     | Partido o curul             | Bancada    | Bancada             | Inicio    | Destino (2020)      |
| ---------- | ------------------- | ------------ | ------------------- | --------------------------- | ---------- | ------------------- | --------- | ------------------- |
| Chuquisaca | Pamela Alurralde    | Plurinominal |                     | Comunidad Ciudadana         |            | FRI                 | No asumió | Reeelcta            |
| Chuquisaca | Yver Padilla        | Plurinominal | Reelecto (suplente) | Comunidad Ciudadana         |            | FRI                 | No asumió |                     |
| Chuquisaca | Marlene Fernandez   | Plurinominal |                     | Comunidad Ciudadana         | CC         | Reelecta            | No asumió |                     |
| Chuquisaca | Martha Noya         | Plurinominal |                     | Movimiento al Socialismo    |            | MAS-IPSP            | No asumió | No postuló          |
| Chuquisaca | Elmar Callejas      | Plurinominal | No postuló          | Movimiento al Socialismo    |            | MAS-IPSP            | No asumió |                     |
| Chuquisaca | Isac Tejerina       | 1            |                     | Comunidad Ciudadana         |            | CC                  | No asumió | No postuló          |
| Chuquisaca | Lily Fernández      | 2            | Reelecta            | Comunidad Ciudadana         |            | CC                  | No asumió |                     |
| Chuquisaca | Jorge Yucra         | 3            |                     | Movimiento al Socialismo    |            | MAS-IPSP            | No asumió | Reelecto            |
| Chuquisaca | Lidia Limón         | 4            | Reelecta            | Movimiento al Socialismo    |            | MAS-IPSP            | No asumió |                     |
| Chuquisaca | Adán Palacios       | 5            | Reelecto            | Movimiento al Socialismo    |            | MAS-IPSP            | No asumió |                     |
| Oruro      | Enrique Urquidi     | Plurinominal |                     | Comunidad Ciudadana         |            | FRI                 | No asumió | Reelecto            |
| Oruro      | Mariel Peñaloza     | Plurinominal | Reelecta            | Comunidad Ciudadana         |            | FRI                 | No asumió |                     |
| Oruro      | Elga Zuleta         | Plurinominal |                     | Movimiento al Socialismo    |            | MAS-IPSP            | No asumió |                     |
| Oruro      | Hector Peña         | Plurinominal |                     | Partido Demócrata Cristiano |            | Creemos             | No asumió |                     |
| Oruro      | Cinthia Soto        | 29           |                     | Movimiento al Socialismo    |            | MAS-IPSP            | No asumió | No postuló          |
| Oruro      | Freddy Castillo     | 30           |                     | Comunidad Ciudadana         |            | CC                  | No asumió |                     |
| Oruro      | Celia Salazar       | 31           |                     | Movimiento al Socialismo    |            | MAS-IPSP            | No asumió | Reelecta            |
| Oruro      | Ludger Quispe       | 32           | No postuló          | Movimiento al Socialismo    |            | MAS-IPSP            | No asumió |                     |
| Oruro      | Honorio Chino       | Especial     | Reelecto            | Movimiento al Socialismo    |            | MAS-IPSP            | No asumió |                     |
| Tarija     | Waldemar Peralta    | Plurinominal |                     | Comunidad Ciudadana         |            | CC                  | No asumió | No postuló          |
| Tarija     | Nely Verónica Gallo | Plurinominal |                     | Comunidad Ciudadana         | FRI        | Reelecta (senadora) | No asumió |                     |
| Tarija     | Walter Aguilera     | Plurinominal |                     | Movimiento al Socialismo    |            | MAS-IPSP            | No asumió | No postuló          |
| Tarija     | Waldo Tarifa        | Plurinominal |                     | Partido Demócrata Cristiano |            | Creemos             | No asumió | No postuló          |
| Tarija     | Diana Paputsakis    | 40           |                     | Comunidad Ciudadana         |            | PG                  | No asumió | No postuló          |
| Tarija     | Maria Lily Morales  | 41           |                     | Comunidad Ciudadana         | Todos      | No postuló          | No asumió |                     |
| Tarija     | Afrodicio Tarqui    | 42           |                     | Movimiento al Socialismo    |            | MAS-IPSP            | No asumió | No postuló          |
| Tarija     | Celinda Villarroel  | 43           | No postuló          | Movimiento al Socialismo    |            | MAS-IPSP            | No asumió |                     |
| Tarija     | Isabel Méndez       | Especial     | No postuló          | Movimiento al Socialismo    |            | MAS-IPSP            | No asumió |                     |
| Beni       | Durby Blanco        | Plurinominal |                     | Comunidad Ciudadana         |            | CC                  | No asumió | No postuló          |
| Beni       | Oscar Balderas      | Plurinominal | Reelecto            | Comunidad Ciudadana         |            | CC                  | No asumió |                     |
| Beni       | Maritza Palomequi   | Plurinominal |                     | Movimiento al Socialismo    |            | MAS-IPSP            | No asumió | No postuló          |
| Beni       | Jimmy Seoane        | 58           | No postuló          | Movimiento al Socialismo    |            | MAS-IPSP            | No asumió |                     |
| Beni       | Aleida Joseff       | 59           | Reelecta            | Movimiento al Socialismo    |            | MAS-IPSP            | No asumió |                     |
| Beni       | Carlos Molina       | 60           |                     | Comunidad Ciudadana         |            | MDS                 | No asumió | Renunció (Juntos)   |
| Beni       | Hugo Vargas Roca    | 61           |                     | Bolivia Dice No             | No postuló | MDS                 | No asumió |                     |
| Beni       | Candido Nery        | Especial     |                     | Movimiento al Socialismo    |            | MAS-IPSP            | No asumió | No postuló          |
| Pando      | Roger Franco        | Plurinominal |                     | Comunidad Ciudadana         |            | CC                  | No asumió | No postuló          |
| Pando      | Flaviana Melena     | Plurinominal |                     | Comunidad Ciudadana         | Creemos    | Perdió              | No asumió |                     |
| Pando      | Eva Humerez         | 62           |                     | Movimiento al Socialismo    |            | MAS-IPSP            | No asumió | Reelecta (senadora) |
| Pando      | Roy Suárez          | 63           | Reelecto            | Movimiento al Socialismo    |            | MAS-IPSP            | No asumió |                     |
| Pando      | Florentina Callau   | Especial     | No postuló          | Movimiento al Socialismo    |            | MAS-IPSP            | No asumió |                     |